# A Doutrina do Meio
A Doutrina do Meio (chinês: 中庸, pinyin: zhōng yōng) é um dos Quatro Livros da filosofia clássica chinesa e uma doutrina central do confucionismo. O texto é tradicionalmente atribuído a Zisi (Kong Ji), único neto de Confúcio (Kong Zi), e originalmente fazia parte do Clássico dos Ritos (Liji).
A expressão "doutrina do meio" aparece no Livro VI, versículo 29 dos Analectos de Confúcio, que afirma:
O Mestre [Confúcio] disse: “Supremo, de fato, é o Caminho do Meio como virtude
 moral. Tem sido raro entre o povo há muito tempo".— Confúcio, Analectos
Embora os Analectos mencionem o termo, não o explicam em profundidade — o que vai ser feito em A Doutrina do Meio. Nesta obra, o conceito é explorado em detalhes, especialmente em sua aplicação à vida individual, à política e à ética das virtudes, dentro da metafísica confucionista. A versão compilada por Zhu Xi foi incorporada ao cânone do neoconfucionismo.
Há diversas traduções do termo zhōng yōng para o inglês. Burton Watson traduziu como "Doutrina do Meio" (Doctrine of the Mean), James Legge traduziu como "Meio constante" (Constant Mean), Pierre Ryckmans usou "Caminho do meio" (Middle Way), Arthur Waley escolheu "Uso do meio" (Middle Use).

## Autoria
A autoria de A Doutrina do Meio é objeto de controvérsia. Tradicionalmente, o texto — originalmente um capítulo do Liji, um dos Cinco Clássicos da Antiguidade chinesa — foi atribuído a Zisi, neto de Confúcio e discípulo de Zeng Shen. Essa atribuição foi questionada pela primeira vez pelo estudioso da dinastia Qing, Cui Shu (1740–1816). Pesquisadores modernos sugerem que partes do tratado podem ter sido redigidas ou editadas por confucionistas durante a transição entre as dinastias Qin e Han. Ainda assim, é amplamente aceito que o texto expressa o núcleo ético central dos ensinamentos confucionistas.

## Interpretação
A Doutrina do Meio é um texto rico em simbolismo e orientação para o autodesenvolvimento. O termo zhongyong também é traduzido como “pivô inabalável”: zhong significa “não inclinar-se nem para um lado nem para o outro”, e yong, o “imutável”. Na tradução de James Legge, o objetivo do meio é manter o equilíbrio e a harmonia, dirigindo conscientemente a mente a um estado constante de equanimidade. Nesse sentido, a pessoa que segue o meio sente-se no “caminho do dever” e não deve dele se afastar. Para atingir o ideal de pessoa superior (junzi), é necessário ser cauteloso, agir com diligência no ensino e não demonstrar desprezo pelos inferiores. Segundo a doutrina, mesmo pessoas comuns podem aplicar o princípio do meio em sua vida cotidiana, desde que respeitem sua ordem natural.
A Doutrina do Meio representa moderação, integridade, objetividade, sinceridade, honestidade e propriedade. Sua filosofia central é que nunca se deve agir em excesso. O texto é dividido em três partes:
- O Eixo – Metafísica confucionista
- O Processo – Política
- A Sinceridade – Ética[6]

## Diretrizes
A Doutrina do Meio propõe três diretrizes principais: autovigilância, leniência e sinceridade. Aqueles que a seguem podem ser chamados de junzi (pessoa superior).
Confúcio disse: “A pessoa superior incorpora o caminho do Meio. A pessoa comum age de forma contrária ao caminho do Meio”.

### Autovigilância
Essa diretriz exige autoeducação, autoquestionamento e autodisciplina durante o processo de autocultivo. É exposta logo no primeiro capítulo de A Doutrina do Meio:
“A pessoa superior não espera até ver as coisas para ser cautelosa, nem até ouvi-las para ser apreensiva. Nada é mais visível do que o que é secreto, e nada é mais evidente do que o que é minucioso. Por isso, a pessoa superior está vigilante consigo mesma mesmo quando está sozinha.”

### Leniência
Essa diretriz exige compreensão, preocupar-se com os outros e tolerância mútua. Aparece no capítulo 13:
“Quando alguém cultiva ao máximo os princípios de sua natureza e os aplica segundo o princípio da reciprocidade, ele não está longe do caminho. O que você não deseja para si, não faça aos outros”.
Confúcio ilustra o princípio com quatro exemplos:
- Servir meu pai como desejaria que meu filho me servisse;
- Servir meu príncipe como desejaria que meu ministro me servisse;
- Servir meu irmão mais velho como desejaria que meu irmão mais novo me servisse;
- Comportar-me com um amigo como desejaria que ele se comportasse comigo.[7]

### Sinceridade
A sinceridade estabelece uma conexão próxima entre o Céu e o ser humano. Essa diretriz é desenvolvida no capítulo 23:
“Somente quem possui a mais completa sinceridade pode existir sob o Céu e realizar plenamente sua natureza. Ao desenvolver plenamente sua própria natureza, pode fazer o mesmo com a dos outros homens. E, assim, com a natureza dos animais e das coisas. Ao desenvolver plenamente a natureza das criaturas e das coisas, pode auxiliar os poderes transformadores e nutritivos do Céu e da Terra. Assim, pode formar com o Céu e a Terra uma tríade.”.

## Na sociedade chinesa
Antes do século XX, A Doutrina do Meio era parte integrante do sistema educacional chinês. Além disso, a compreensão dos Quatro Livros — incluindo este — era requisito fundamental para cargos no serviço imperial. O Estado buscava reforçar os três laços fundamentais da sociedade: entre pais e filhos, marido e mulher, e governante e súdito. Acreditava-se que isso promoveria a paz doméstica e a ordem no Estado.
Mais recentemente, os neoconfucionistas na China revisitaram os clássicos por conta de sua centralidade histórica no sistema educacional. A Doutrina do Meio tornou-se uma fonte valiosa para os novos confucionistas, devido às semelhanças de terminologia e expressão entre suas ideias e as encontradas no texto.

## Visões modernas
Sun Yat-sen criticou a doutrina. Chiang Kai-shek, por outro lado, elogiou o texto, afirmando que foi por meio dele que teve seu primeiro contato com a essência do antigo pensamento erudito chinês.
Mao Tsé-Tung expressou opiniões ambivalentes. Em um comentário à análise de Ai Siqi sobre A Doutrina do Meio, ele afirmou que o texto promovia um tipo de ecletismo que se opunha tanto à abolição da exploração quanto à sua intensificação. Segundo Mao, a Doutrina do Meio falhou ao não reconhecer que certas coisas exigem negação absoluta e, por isso, teria retardado o progresso da China. Para ele, o apego ao equilíbrio e à harmonia teria impedido mudanças qualitativas, contrariando os princípios da dialética.

Em outro momento, porém, Mao elogiou A Doutrina do Meio:
“Ser excessivo significa estar à esquerda; ser deficiente, estar muito à direita. Precisamos encontrar o estado ideal, e é isso que A Doutrina do Meio sugere. [...] Este pensamento é, de fato, uma grande descoberta de Confúcio [...] uma grande conquista, uma categoria importante da filosofia, e merece uma explicação apropriada.”